# México 1900
México 1900 é uma telenovela mexicana, produzida pela Televisa e exibida em 1964 pelo Telesistema Mexicano.

## Elenco
- María Elena Marqués
- Ada Carrasco
- Raúl Meraz